# Jan-Olov Nyström
Jan-Olov Nyström, född 1951 i Nederluleå församling i Norrbotten, är verksam som skribent, kritiker och författare.
Nyström skriver kulturkritik i svensk dagspress, framför allt litteraturrecensioner och krönikor. Författare till ett tjugotal böcker om norrbottnisk och hälsingsk historia.